# Cycloseris elegans
Espèce
Synonymes
- Cycloseris curvata Verril, 1870
- Fungia curvata (Hoeksema, 1989) (préféré par UICN)
- Fungia elegans Verril, 1870

Cycloseris elegans est une espèce de coraux appartenant à la famille des Fungiidae.

## Habitat et répartition
Cette espèce est trouvée sur la côte occidentale d'Amérique